# Stazione di Versciaco-Elmo
Stazione di Versciaco-Elmo vasútállomás Olaszországban, Trentino-Alto Adige régióban, San Candido településen.

## Vasútvonalak
Az állomást az alábbi vasútvonalak érintik:
- Puster-völgyi vasútvonal

## Kapcsolódó állomások
A vasútállomáshoz az alábbi állomások vannak a legközelebb: 
- Stazione di Prato alla Drava (2014 – 2018. március 6.)
- Stazione di San Candido (2014–, Stazione di San Candido, S2)
- Weitlanbrunn (Bahnhof Lienz, S2)